# فرط تنسج الكظرية الخلقي بسبب نقص إنزيم 21 - هيدروكسيليز
فرط تنسج الكظرية الخلقي بسبب نقص إنزيم 21 - هيدروكسيليز هو النوع الأكثر انتشارًا من بين أشكال مرض فرط تنسج الكظرية الخلقي، ويمثل 95% من كل الحالات. هو مرض وراثي يصيب الذكور والإناث ويؤثر على وظائف الغدة الكظرية في افرازها لهرموناتها بدرجات متفاوتة وفي أغلب الحالات يصاب الطفل المريض بهبوط حاد في الضغط وجفاف وضعف واضطراب في ضربات القلب ولربما توقف عمل القلب والوفاة. وفي حالة المواليد الإناث قد تظهر تشوهات بالأعضاء التناسلية الخارجية.

## ميكانيكية المرض
توجد بالجسم غدتان كُظْريتان، واحدة فوق كل كلية وتتكون كل غدة من جزء داخلي يسمى اللب وغلاف خارجي يسمى القشر.
يفرز الجزء الداخلي من الغدة هرمونين وهما الأدرينالين والنورأدرينالين ويعملان إجمالا لتهيئة الجسم للتغيرات المرافقة لحالات الطوارئ، عندما يتعرض الإنسان لخوف أو مقاتلة أو غضب. ويفرز الجزء الخارجي كل من الكورتيزول المسؤول عن تنظيم ضغط الدم وتنظيم غلوكوز الدم، والألدوستيرون المسؤول عن الحفاظ على نسبة السوائل في الجسم وبالتالي الحفاظ على ضغط الدم، وبعضًا من الهرمونات الجنسية المهمة لتكوين ووظيفة الأعضاء التناسلية في الذكر والأنثى. ويتم تصنيع هذه الهرمونات بعمليات معقدة وبمساعدة إنزيمات معينة.
في هذه الحالة المرضية يكون واحد من هذه الإنزيمات غائبًا أو ناقصًا بدرجات متفاوتة مما يصنع اضطرابًا في تصنيع الهرمونات.
وهو إنزيم 21 - هيدروكسيليز (21-hydroxylase).
ويعد أول نوع هو الأكثر حدوثًا بنسبة 95% وفيه يختفي تمامًا أو ينقص إنزيم 21 - هيدروكسيليز اللازم لتصنيع هرمون الكورتيزول اللازم لرفع سكر الدم وضغط الدم و الألدوستيرون اللازم للاحتفاظ بعنصر الصوديوم في الدم والتخلص من عنصر البوتاسيوم. ولكنه لا دور له في تصنيع الهرمونات الجنسية. وبنقصه ينقص الهرمونين السابقين في الدم وتحدث العديد من الأعراض الخطيرة.
تتحكم الغدة النخامية في إفرازات الغدة الكظرية بإفراز هرمون منشط يسمى الهرمون الموجه لقشر الكظر (ACTH). وعندما تستشعر الغدة النخامية نقص افراز هرموني الكورتيزول والألدوستيرون من الغدة الكظرية فإنها تزيد من الهرمون المنشط مما يزيد من عمل الغدة كلها ويزيد من حجمها أيضًا ساعيًا إلى تصحيح الوضع. ولكن بسبب غياب الإنزيم الهام 21 - هيدروكسيليز يستمر فشل الغدة في تصنيع الكورتيزول والألدوستيرون بينما يرتفع تصنيع الهرمونات الجنسية.
وكنتيجة نهائية يعاني المريض من ارتفاع الهرمون الموجه لقشر الكظر (ACTH) , ومن نقص الكورتيزول والألدوستيرون, وارتفاع الهرمونات الجنسية الذكورية (أندروجين) عن المعدلات الطبيعية.

## درجات المرض
يمكن تصنيف المرض حسب شدته إلى 3 درجات هي:
- شديدة (فاقد للماء والأملاح)
- متوسطة (بسيط الخصائص الذكورية)
- خفيفة (غير كلاسيكي)

وهذا جدول يوضح تباين الأعراض ومواقيت ظهورها حسب كل درجة من درجات المرض
| درجة المرض                     | الأعراض على الأعضاء والوظائف الجنسية                                                                               | الأعراض الأخرى |
| ------------------------------ | --- | --- |
| شديدة (فقد الماء والأملاح)     | تشوه شديد للأعضاء التناسلية الخارجية في حالة الجنين الأنثى وهو أشهر سبب طبي للأعضاء التناسلية المبهمة في المواليد. | انخفاض شديد في معدلات هرمون الكورتيزول والألدوستيرون مما يتسبب في هبوط حاد في ضغط الدم وقيء يسبب جفاف شديد مهدد للحياة في الأسابيع الأولى منها. |
| متوسطة (بسيط الخصائص الذكورية) | ظهور خصائص ذكورية بسيطة في حالة المريضة الأنثى في مرحلة ما قبل البلوغ                                              | انخفاض معدل الكورتيزول مع بقاء معدل الألدوستيرون طبيعيًا                                                                                         |
| خفيفة (غير كلاسيكي)            | عقم المريضة البالغة بسبب ارتفاع معدلات الهرمونات الجنسية (أندروجين)                                                | معدل الكورتيزول والألدوستيرون طبيعي تمامًا |

وفي تصنيفات أخرى يتم اعتبار النوعين الشديد والمعتدل نوعًا واحدًا يسمى بالنوع الكلاسيكي.

## الأعراض
يمكن أن تظهر الأعراض بدرجات وشدة متفاوتة كما تظهر في أعمار مختلفة حسب شدة الحالة

### الدرجة الشديدة من المرض
يعد أخطر عرضين يتعرض لهما المصاب في الأيام الأولى من الحياة بسبب الإصابة بالدرجة الشديدة من المرض هما : أزمة فقد الملح، وظهور صفات جنسية ذكورية على الإناث.
أزمة فقد الملح
في حالة المصابين من الذكور فإن ارتفاع الهرمونات الجنسية الذكورية التي تنتجها الغدة الكظرية لا تؤدي إلى أية أعراض ظاهرة على المصاب، قد يظهر القضيب بحجم أكبر من الطبيعي ولكن ذلك يظل محدودًا وغير ملفتًا للانتباه، وإن لم تكن الدولة تعتمد فحص تحاليل الغدة الكظرية بشكل روتيني فإنه يتم اعتبار الطفل سليم جسمانيًا مما يؤهله للخروج من المشفى بعد ولادته بشكل طبيعي جدًا.
ولكن نقص هرمون ألدوستيرون يتسبب في فقد كميات كبيرة من الصوديوم في البول، مما يعرض الطفل المصاب إلى جفاف شديد في الأسبوع الأول من حياته، بالإضافة إلى ارتفاع معدلات البوتاسيوم في الدم مما يؤدي إلى تغير الأس الهيدروجيني للدم والهام جدا لاستقرار العمليات الحيوية في الجسم.
كما يفقد الجسم قدرته على ضبط ضغط الدم بسبب نقص هرمون الكورتيزول مما يسبب القيء واضطراب عملية النمو واكتساب الوزن، والجفاف الشديد الذي ينتهي بصدمة نقص السوائل في الجسم بحلول الأسبوع الثاني من الحياة.
عند فحص الطفل المصاب تظهر علامات نقص الوزن وانخفاض ضغط الدم, وبإجراء بعض التحاليل الطبية يظهر نقص الصوديوم وارتفاع البوتاسيوم في الدم ونقص السكر. فيما يسمى بأزمة نقص الملح وهي حالة خطيرة مهدة للحياة إن لم تعالج في الوقت المناسب.
ومن العلامات المميزة هو الاستجابة السريعة لهذه الحالة لتعاطي الكورتيزون و المحاليل الملحية ومحاليل الدكستروز وريديًا.
ويستطيع بسهولة معظم المرضى تخطي مرحلة الخطر بعد 24 ساعة من تلقي العلاج.
ظهور صفات جنسية ذكورية على الإناث

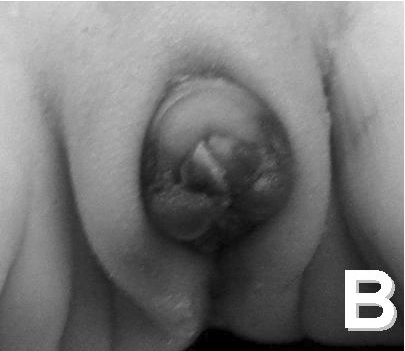
أعضاء تناسلية مبهمة

تحمل المصابات من الإناث بتضخم الغدة الكظرية الخلقي بكل أنواعه تركيبًا صبغيًا طبيعيًا للأنثى (XX) ولكنها تعاني من ظهور تشوهات في الأعضاء الجنسية الخارجية ولكن تظل الأعضاء التناسلية الداخلية وهي الرحم والمبيضين وقناتي فالوب والجزء العلوي من المهبل طبيعيين، ولا تسمح معدلات الهرمونات الجنسية الذكرية رغم ارتفاعها بتكوين أعضاء تناسلية ذكرية داخلية كالخصيتين وإنما يمكن أن يحدث تشوه وتضخم للبظر فيتحول إلى شكل يشبه القضيب كما يحدث تشوه وتغيرات في مظهر الشفتان الكبيرتان فتظهر في شكل أقرب إلى كيس الصفن.
وقد قامت الطبيب السويسري المتخصص في أمراض غدد الأطفال أندريا برادر (Andrea Prader) بوضع تصنيف سُمي باسمها (تصنيف برادر) لتحديد درجات التشوه والتغيير في شكل الأعضاء الجنسية الأنثوية وتحولها لشكل أقرب إلى الأعضاء الجنسية الذكرية كالآتي:
- الدرجة الأولى : يظهر فيها ازدياد حجم البظر بدرجة بسيطة قد لا تكون ملحوظة
- الدرجة الثانية والثالثة : يظهر فيها تشوه مرئي بالعين المجردة بحيث تُرى فتحة مهبل ضيقة وقضيب ذكري متوسط الحجم فيما يعرف بالأعضاء الجنسية المبهمة.
- الدرجة الرابعة : بحيث تظهر أعضاء المريضة بمظهر أعضاء جنسية ذكرية أكثر من كونها أعضاء جنسية أنثوية، بحيث يوجد قضيب طبيعي الحجم ولكنه مقوس وكيس صفن مكتمل ولكنه فارغ لا يحتوي على خصيتان، وتوجد فتحة واحدة -كالذكر تمامًا- تندمج فيها الفتحتان التناسلية للأنثى والبولية ولكنها موجودة على السطح السفلي من القضيب وقد يحدث خطأ أثناء تشخيص هذه الحالة ويتم اعتبارها حالة إحليل تحتي. وبحقن صبغة خاصة في هذه الفتحة وتصويرها بالأشعة السينية يظهر أنها ناتجة عن اتحاد الجزء العلوي من المهبل بالجهاز البولي، مما يجعل المريضة عرضة لحدوث العدوى في هذه الفتحة وانسدادها.
- الدرجة الخامسة : وفيه تظهر أعضاء تناسلية ذكرية بشكل طبيعي، حيث يوجد قضيب طبيعي الحجم والشكل، وكيس صفن طبيعي ولكن فارغ، وفتحة واحدة في مكانها الطبيعي نتيجة اتحاد نهاية المهبل بالجهاز البولي، مع وجود مبيضين ورحم طبيعيين داخل حوض المريضة وبالطبع غير مرئيين. فيعتبر هؤلاء المرضى ذكورًا دون شك حتى بدء ظهور أعراض أزمة فقد الملح.

### الدرجة المتوسطة من المرض
يكون فيها نقص هرموني الكورتيزول والألدوستيرون غير مؤثر ولا تحدث أبدًا أزمة نقص الملح، ومع ذلك تظهر تشوهات الأعضاء الجنسية كما سبق.

### الدرجة الخفيفة من المرض
وفيه يكون ارتفاع معدل الهرمونات الجنسية الذكورية (أندروجين) التي تصنعها الغدة الكظرية عالي ولكن ليس بالدرجة الكافية لإظهار تشوهات في الأعضاء الجنسية، فيظهر الطفل سواء ذكر أم أنثى بأعضاء جنسية سليمة الشكل تمامًا، ولكن هذه المعدلات العالية تكون كفيلة بظهور أعراض مرضية أخرى أثناء مرحلة الطفولة وتحديدًا في عمر (2-9) سنوات أو المرحلة المبكرة من سن الرشد.
هذه الأعراض هي ظهور شعر العانة في هذه المرحلة المبكرة من الطفولة، وزيادة الطول عن متوسط الطول الطبيعي لكل سن، وزيادة العمر العظمي بفارق (2-3) سنوات، تضخم عضلات الجسم واكتساب الرائحة الخاصة بالجسد البالغ. والبدانة وارتفاع معدلات الكوليستيرول بالدم وقد يزداد حجم القضيب في المصابين من الذكور ويزداد حجم البظر في حالة المصابات من الإناث.
وفي حالة تأخر ظهور الأعراض إلى ما بعد البلوغ فإن المريضة قد تعاني من اضطراب انتظام الدورات الطمثية أو غيابها وألم أثناء الجماع، وكثافة شعر الوجه، و شعرانية في الجسم، وخشونة الصوت والعقم.
مما يلفت انتباه المريض أو الأبوين ويستدعي الفحص الطبي وإجراء الاختبارات اللازمة.
يهدف العلاج بشكل رئيسي في حالة الدرجة البسيطة من المرض إلى الحفاظ على معدلات النمو الطبيعية قدر الإمكان ومنع حدوث البلوغ المبكر والذي يتبعه فورًا تراجع في معدلات النمو إن لم يكن قد حدث بالفعل، ويعد ذلك إلى حد ما إجراء أكثر صعوبة من إجراءات علاج الدرجة الشديدة من المرض، لأنه في الدرجة البسيطة من المرض لا تظهر أية أعراض واضحة للمرض لمدة سنوات طويلة مما يسمح للهرمونات الجنسية الزائدة عن المعدل الطبيعي بالعمل والتأثير على شكل وتطور عظام الجسم قبل أن يتم اكتشاف المرض وتشخيصه.

## التشخيص

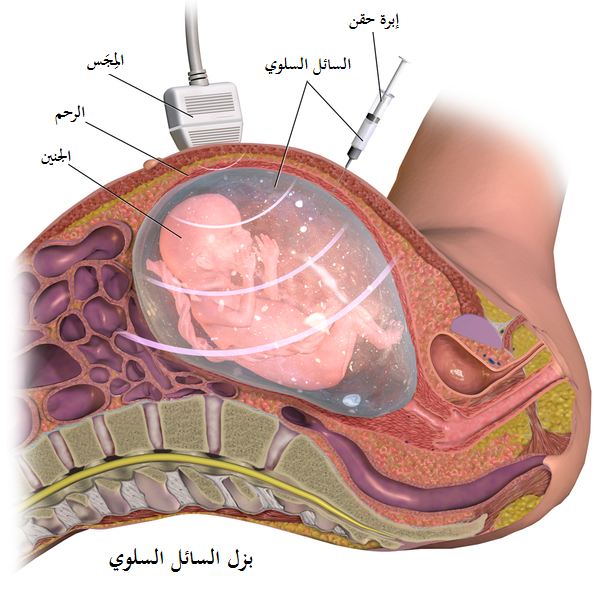
أخذ عينة من السائل الأمينوسي المحيط بالجنين

يعتمد التشخيص على التاريخ المرضي للطفل ولأسرته، والفحص السرير. بالإضافة إلى بعد الاختبارات للتأكد من التشخيص منها :
- نسبة الصوديوم والبوتاسيوم في الدم
- نسبة هرمون الكورتيزول في الدم
- نسبة الإنزيمات التي يعتقد بأنها غائبة أو ناقصة

ومن الضروري جداً عمل اختبار الكروموسومات للتأكد من جنس المولود في حالة تشوه الأعضاء الجنسية الخارجية.
كذلك يحتاج هذا الطفل إلى عمل أشعات الموجات الفوق صوتية على البطن والحوض لإثبات وجود الرحم والمبايض لدى الإناث والتأكد من عدم وجود أعضاء تناسلية داخلية أنثوية لدى الذكور.
كذلك يحتاج المولود لعمل أشعة لليد أو مفصل الركبة لتحديد العمر الحقيقي لهذا الطفل في حالات تأخر أو اضطراب النمو.
ويمكن التشخيص المبكر لهذه الحالة بإجراء بعض الفحوصات أثناء الحياة الجنينة منها أخذ عينة من السائل الأمينوسي المحيط بالجنين وفحصه، وأخذ عينة من الزغابات المشيمية وفحصها. وإذا تم التأكد من إصابة الجنين بالمرض فإنه يمكن تجنب المضاعفات الخطيرة للمرض وتشوه الأعضاء الجنسية الخارجية للجنين الأنثى بتناول الأم لجرعات محددة من الكورتيزون.

## العلاج قصير المدى
وهو تحديدًا علاج أزمة الملح التي تحدث في حالة الدرجة الشديدة من المرض وهو حالة طبية خطيرة تستدعي التدخل السريع للحفاظ على حياة المريض، وتعالج بالمحاليل الملحية ومحاليل الدكستروز بالإضافة إلى الكورتيزون وريديًا لتقليل تضخم الغدة ووقف إنتاج الهرمونات الجنسية بالمعدلات الضخمة. ويستطيع بسهولة معظم المرضى تخطي مرحلة الخطر بعد 24 ساعة من تلقي العلاج.

## العلاج طويل المدى
يعد علاج حالة تضخم الغدة الكظرية الخلقي بسبب نقص إنزيم 21 - هيدروكسيليز معقدًا ويحتاج إلى وقت طويل ومتابعة ومراقبة، ويهدف إلى :
- العلاج بالهرمونات ومتابعة مستوياتها
- منع حدوث أزمات فقد الملح والسيطرة على وظايف الجسم الحيوية أثناء حالات الإجهاد
- الحفاظ على معدلات طبيعية للنمو
- خفض معدلات الهرمونات الجنسية الذكرية في المرضى من الإناث إلى المعدلات الطبيعية والحفاظ على خصوبة المريضة في المستقبل
- إجراء الجرحات اللازمة لتصحيح أي تشوهات في الأعضاء
- تعليم وتدريب المريض والمحيطين على التعامل مع المرض

### العلاج الهرموني
الهدف الأساسي من العلاج الهرموني هو خفض معدلات الهرمونات الجنسية الذكورية في المرضى من الذكور والإناث إلى المعدلات الطبيعية، ومنع تدهور وفشل وظيفة الغدة الكظرية فيما يعرف بقصور الغدة الكظرية الذي قد يحدث بسبب التضخم.
كما أنه لابد من تعويض النقص الشديد في هرموني الكورتيزول والألدوستيرون في الحالات الشديدة من المرض للحفاظ على ضغط الدم ونسبة السوائل في الجسم ومنع حدوث أزمات فقد الملح وبالتالي الحفاظ على حياة المريض. كما أن تعاطي الكورتيزول والألدوستيرون يتسبب في خفض معدلات الهرمون الموجه لقشر الكظر (ACTH) المفرز بواسطة الغدة النخامية، وبالتالي يتوقف تنشيط الغدة الكظرية فيعود حجمها إلى الطبيعي ويعود معدل إفرازها للهرمونات الجنسية الذكورية إلى الاعتدال.
وتُعطى جرعات الكورتيزول بالتدريج بدءًا من أقل جرعة مناسبة، ويتم تعديل الجرعة حسب سن ووزن كل مريض، ولكن يظل الوصول إلى الجرعة التي تجعل معدل الكورتيزول مطابق لمعدلاته الطبيعية تمامًا أمرًا في غاية الصعوبة.
ولابد من مراجعة وفحص ضغط دم المريض وقياس نسبة المعادن في دمه باستمرار للتأكد من صحة الجرعات.

### تعليم المريض والمحيطين به
حتى مع التشخيص الصحيح وتناول جرعات العلاج المطلوب فإن المريض يظل في خطر الإصابة بأزمات مرضية تؤدي للوفاة, ويمكن تجنب ذلك بالتعليم والتدريب الجيد للمريض وذويه على التعامل مع المرض، وأهم ما يجب الانتباه له هو تعديل جرعات هرمون الكورتيزول في حالات الإصابة بعدوى فيروسية أو بكتيرية أو حالات التوتر والإرهاق أو التعرض لعمليات جراحية والانتباه لأي أعراض مرضية تظهر كالقيء وانخفاض ضغط الدم والتدريب على حقن الكورتيزول كعلاج لهذه الحالات، والتجنب التام لنسيان أو السهو عن أي جرعات خلال أوقات المرض حتى أبسط الأمراض كالزكام والتهاب الجهاز الهضمي.
وكإجراء إضافي معمول به في بعض الدول يستطيع المريض ارتداء أو حمل باطقة تعريفية طبية تفيد بإصابته بالمرض مما يتيح للمتخصصين طبيًا التدخل بشكل صحيح لإنقاذه في حالات الطواريء.

### الجراحة
لا يتم اللجوء إلى الجراحة نهائيًا في حالات المرضى من الذكور، حيث أن المعدلات المرتفعة من الهرمونات الجنسية الذكورية لا يؤثر نهائيًا على شكل الأعضاء التناسلية، ولكن يتم اللجوء لها في حالات المرضى من الإناث المصابات بتشوهات شديدة في الأعضاء التناسلية الخارجية، ولقد تطورت جراحات تجميل الأعضاء التناسلية للأطفال المصابين بأمراض تؤدي إلى تشوه الأعضاء الجنسية في السنين الأخيرة وتهدف الجراحة في هذه الحالة إلى :
- لتحسين شكل الأعضاء الجنسية الخارجي وجعلها أقرب لكونها أنثوية من ذكرية
- جعل المريضة قادرة على الحصول على علاقات جنسية طبيعية في حياتها المستقبلية
- تحسين فرصة المريضة في الحمل والإنجاب في المستقبل
- التقليل من حدوث عدوى الجهاز التناسلي بسبب تشوه الفتحة البولية والتناسلية واندماجهما معًا في بعض الحالات.

قد يتضمن هذا العمل الجراحي تصغير حجم البظر وإعادة تشكيل فتحة المهبل, و هي تجرى بين الشهر الثاني والسادس من العمر.

### الحفاظ على معدلات طبيعية للنمو
يعد الحفاظ على معدل النمو ضمن النسب الطبيعية أحد أكبر التحديات التي تواجه الطبيب المعالج لمريض تضخم الغدة الكظرية الخلقي، فمن ناحية تؤدي معدلات الهرمونات الجنسية الذكرية المرتفعة في كلًا من الذكور والإناث إلى تسريع عملية نضج العظام وبالتالي توقفها عن النمو قبل العمر المحدد لذلك، ومن ناحية أخرى فإن العلاج بالكورتيزول لفترات طويلة يؤدي إلى تثبيط نمو العظام والأنسجة. وبسبب هذا وذلك يعاني المريض من تأخر النمو وقصر القامة.

## وراثة المرض

المخطط الوراثي المحتمل من الزواج

ينتقل مرض تضخم الغدة الكظرية الخلقي بسبب نقص إنزيم 21 - هيدروكسيليز بشكل صفة متنحية، بمعنى أن الشخص الحامل لجين المرض ليس مصابًا بالمرض ولا تظهر عليه أي أعراض ولن يظهر عليه فيما بعد، ولكن هناك احتمالية لنقل هذا الجين لاطفاله في المستقبل عن طريق الاحتمالات التالية:
1-إن زاوج شخص يحمل صفة تضخم الغدة الكظرية الخلقي بسبب نقص إنزيم 21 - هيدروكسيليز من شخص سليم فإن احتمالات الإنجاب تكون:
- 50% أطفال سليمين.
- 50% أطفال يحملون صفة المرض

وبذلك فليس هناك خطر من إنجاب طفل مريض بتضخم الغدة الكظرية الخلقي بسبب نقص إنزيم 21 - هيدروكسيليز.
2-إن زواج شخص يحمل صفة تضخم الغدة الكظرية الخلقي بسبب نقص إنزيم 21 - هيدروكسيليز من شخص يحمل أيضا الصفة فإن احتمالات الإنجاب تكون:
- 25% أطفال سليمين.
- 50% أطفال يحملون الصفة.
- 25% أطفال مرضى.

3-إن زواج شخص مريض بتضخم الغدة الكظرية الخلقي بسبب نقص إنزيم 21 - هيدروكسيليز من شخص سليم فإن احتمالات الإنجاب تكون:
- 100% أطفال يحملون الصفة.

وبذلك فليس هناك خطر من إنجاب طفل مريض.
4-إن زواج شخص مريض بتضخم الغدة الكظرية الخلقي بسبب نقص إنزيم 21 - هيدروكسيليز من شخص يحمل الصفة فإن احتمالات الإنجاب تكون:
- 50% أطفال يحملون الصفة.
- 50% أطفال مرضى.